# José Luis Padula
José Luis Padula (* 30. Oktober 1893; † 12. Juni 1945 in Buenos Aires) war ein argentinischer Bandleader, Tangogitarrist, -pianist und –komponist.

## Leben
Der Sohn eines italienischen Einwanderers wuchs im Norden der Provinz Tucumán auf. Er spielte in seiner Kindheit Gitarre und Mundharmonika. Sein Vater starb, als er zwölf Jahre alt war, und er musste in der Folgezeit seinen Lebensunterhalt selbst verdienen. Er verband Gitarre und Mundharmonika so, dass er beide Instrumente zugleich spielen konnte, und tourte so durch die Provinzen, bis er schließlich nach Rosario kam. Dort erschien 1918 sein erfolgreichster Tango Nueve de julio im Druck. Später veröffentlichte ihn der Verlag Editorial Perrotti in Buenos Aires mit einem nicht autorisierten Text von Eugenio Cárdenas. Agustín Magaldi nahm ihn dann mit einem neuen Text von Lito Bayardo auf.
1932 spielte er in Buenos Aires in einem Orchester, das von Ernesto Ponzio und Juan Carlos Bazán geleitet wurde. In der Revue De Villoldo a Gardel am Teatro Nacional spielte er die Rolle des Ángel Villoldo. Ab 1936 spielte er in einem Café Gitarre und Klavier. Mit einem eigenen Tangoorchester trat er bei Radio Aconquija und bei Radio Prieto auf. Bei Radio Prieto war sein Sänger Ángel Vargas, mit dem er auch seine Tangos Brindemos compañero und Ñata linda aufnahm.

## Kompositionen
- Tucumán (aufgenommen von Juan D’Arienzo)
- Lunes (Text von Francisco García Jiménez, aufgenommen von Carlos Dante mit dem Orchester Alfredo De Angelis’)
- Picante (aufgenommen von Rodolfo Biagi)
- Memoria (aufgenommen von Osvaldo Fresedo)
- Bicho feo (aufgenommen von Juan Maglio)
- En tren de farra (aufgenommen von Juan Maglio)
- La mentirosa (aufgenommen vom Orquesta Típica Victor)
- Lunes (aufgenommen vom Orquesta Típica Victor)
- Noche de estrellas (aufgenommen vom Orquesta Típica Victor)
- Noches de invierno (aufgenommen vom Orquesta Típica Victor)
- No dudes de mí (mit Lito Bayardo, aufgenommen von Virginia Vera)
- Me duele el alma (mit Lito Bayardo, aufgenommen von Virginia Vera)
- Brindemos compañero (Text von Enrique Cadícamo, aufgenommen von Ángel Vargas)
- Ñata linda (Text von Lito Bayardo, aufgenommen von Ángel Vargas)
- Nueve de julio
- La mentirosa
- Afilando
- Pirincho
- El chiflado
- El borracho
- Pasó en mis pagos
- Dulce tango
- La diana
- El varoncito
- 25 de Mayo
- Noche de estío
- Mi vida
- Tristezas del alma